# Dmitri Skobeltsyn
Dmitri Vladímirovich Skobeltsýn (ruso: Дмитрий Владимирович Скобельцын) (nacido el 12 de noviembre de 1892 en San Petersburgo – fallecido el 16 de noviembre de 1990). Hijo del catedrático de física de la Universidad de San Petersburgo Vladímir Skobeltsýn, de ideas izquierdistas y que no gozaba de la confianza del régimen zarista.
Se graduó en la Universidad Estatal de San Petersburgo (Entonces Universidad Imperial de Petrogrado) en 1915. Comenzó su carrera científica en la misma institución estudiando el efecto Compton, y también en el Instituto Politécnico de la misma universidad entre (1916-1937) y también en el Instituto Físico-Técnico Ioffe de 1925 a 1939, además de en el laboratorio Curie de París entre 1929 y 1931.
En 1940, obtiene una plaza como profesor en la Universidad Estatal Lomonósov de Moscú. De 1951 a 1972, ejerce como director del Instituto de Física Lébedev. Es nombrado miembro correspondiente de la Academia Soviética de Ciencias en 1939, Académico de la URSS en 1946 y miembro correspondiente de la Academia Francesa de Ciencias en 1943. Fue experto en energía nuclear de la Organización de las Naciones Unidas de 1946 a 1948, y un destacado pacifista participando activamente en la organización de la Conferencia Pugwash.

## Líneas de investigación
En 1923, mientras estaba usando una cámara de niebla para intentar detectar radiación gamma en los rayos cósmicos, Skobeltsýn detectó partículas que actuaban como electrones pero que se curvaban en la dirección opuesta cuando se aplicaba un campo magnético. Se sintió intrigado por estos resultados, y permanecieron inexplicados hasta el descubrimiento del positrón en 1931.

## Premios
- Premio Stalin. (1951).
- Premio Lenin. (1982).
- Héroe del Trabajo Socialista. (1969).
- Orden de Lenin. (seis premios).
- Orden de la Bandera Roja del Trabajo. (1944, 1945).